# توماس بودستاوسكي
توماس بودستاوسكي (من مواليد 30 يناير 1996، بمدينة بورتو في البرتغال)، هو لاعب كرة قدم دولي برتغالي، يلعب في مركز الجناح الأيمن مع نادي نادي بورتو في الدوري البرتغالي الممتاز ومنتخب البرتغال.

## وصلات خارجية
- توماس بودستاوسكي على موقع الاتحاد الدولي (مؤرشف)  (الإنجليزية)
- توماس بودستاوسكي على موقع قاعدة بيانات كرة القدم.إي يو (الإنجليزية)
- توماس بودستاوسكي على موقع Soccerway.com (الإنجليزية)
- توماس بودستاوسكي على موقع أوليمبيديا (الإنجليزية)